# Caisse électorale
 (mars 2016).
L'expression caisse électorale est utilisée au Québec pour désigner les fonds utilisés par les partis politiques pour leurs campagnes électorales et leurs autres dépenses.

## Équivalent français
La caisse électorale contient les fonds nécessaires au financement général d'un parti politique, et en particulier des campagnes électorales. En France, en ce qui concerne les finances des partis politiques, les termes utilisés sont notamment : trésorerie, financement des partis politiques, caisse, et caisse noire (lorsqu'il s'agit d'un fonds secret). Pour les campagnes électorales, les partis doivent faire valider leurs comptes de campagne.
En France, les dons des personnes morales (les entreprises) sont interdits depuis 1995. Seules les personnes privées peuvent financer les partis politiques, et le don annuel à un parti politique est limité à 7 500 euros.